# Pandemia de gripe A (H1N1) de 2009-2010 en Cuba
La pandemia de gripe A (H1N1), que se inició en 2009, entró en Cuba el 11 de mayo del mismo año. Éste fue el 11º país en reportar casos de gripe A en el continente americano.
El 11 de mayo de 2009 se dio a conocer el primer caso del virus H1N1, que según la Salud Pública de ese país, es de origen mexicano. Fue de esa manera que Cuba tomó las medidas pertinentes para que no se propagase este virus al resto de la isla.
El expresidente Fidel Castro acusó por segunda vez al Gobierno de México de haber mentido y encubierto la aparición de esa epidemia, condenando que era un atentado contra las naciones latinoamericanas. También, el 14 de mayo, volvió a acusar a México, pero esta vez atribuyó responsabilidad también a Estados Unidos y Canadá.
Cuba registra el 15 de mayo dos nuevos casos en estudiantes mexicanos que están siendo atendidos en la isla y recuperándose satisfactoriamente. Los 3 casos de la gripe A H1N1 en Cuba fueron registrados en Jagüey Grande, en el sureste de la provincia de Matanzas.
El 20 de mayo se reporta el cuarto caso de la influenza en Cuba: el de un bebé de origen canadiense de 14 meses, que vino con sus padres de vacaciones a la isla.
El quinto caso se registra el 7 de junio, proveniente de Canadá. Se detectó en la provincia de Santiago de Cuba cuando se le realizaban las pruebas de temperatura a los pasajeros que arribaron a Cuba provenientes de Canadá. La infectada fue una señora de origen canadiense que en seguida fue hospitalizada y atendida por médicos especialistas de dicha provincia cubana. Luego se pasó a realizarle un chequeo más profundo a los demás pasajeros de dicho vuelo.
Los casos de nueva gripe aumentaron en Cuba en los últimos días hasta llegar a los 144 enfermos, según confirmó hoy el Ministerio de Salud Pública de Cuba que además indicó que, hasta la fecha, no se ha registrado ningún deceso por esta epidemia. 
De todos los casos, 93 son adultos y 51 son niños, de los cuales 84 llegaron a la isla portando la enfermedad. De ese grupo, 40 eran extranjeros, 34 cubanos residentes en el exterior y 10 connacionales que regresaron tras una estancia en el exterior, reseñó el diario oficial 'Granma'. 
Estas cifras triplican la cantidad de afectados que las autoridades cubanas habían confirmado hace unas semanas en un informe en el que se hablaba de apenas 46 casos del virus H1N1. Sin embargo, de todos los infectados que este lunes fueron dados a conocer, 112 ya recibieron el alta médica.
Hasta el 27 de abril de 2010 (fecha de la última actualización), Cuba confirmó 973 casos y 63 muertes por la gripe A (H1N1).